# Il fantasma stregato
Il fantasma stregato (The Live Ghost) è un cortometraggio del 1934 diretto da Charles Rogers ed interpretato da Stanlio e Ollio.

## Trama
Un burbero capitano di mare è alla ricerca di uomini da arruolare sulla sua nave, ma nessuno vuole avere a che fare con lui. S'imbatte in Stanlio e Ollio, di professione venditori di pesce, anch'essi non interessati ad arruolarsi, però accettano di prelevare alcuni clienti da un locale per la nave del capitano per il compenso di "un dollaro a capo". I due mettono in atto uno stratagemma: Stanlio provoca i clienti, questi lo inseguono ed appena fuori dal locale Ollio li stordisce con una padellata in testa. Ad un certo punto, Ollio propone a Stanlio di invertirsi di ruolo; oltre a colpire l'ultimo cliente, Stanlio colpisce involontariamente sia Ollio stordendolo che, in maniera più lieve, il capitano, il quale gli strappa la padella di mano e lo stordisce. Stanlio e Ollio si ritrovano anch'essi nella stiva della nave, insieme ai clienti del locale da loro catturati; i "nuovi arruolati" si accaniscono sui due per vendicarsi, ma vengono tutti fermati dal capitano. Uno dei marinai chiama l'imbarcazione con il dispregiativo di nave di fantasmi, ma il capitano, adirato, lo colpisce e minaccia il resto della ciurma di vendicarsi in maniera poco ortodossa su chiunque arrecherà nuovamente offese simili.
Tempo dopo il capitano raccomanda a Stanlio e Ollio di badare ad un suo marinaio ubriaco, senza che questi lasci la nave. Quest'ultimo, tuttavia, scende dalla nave non appena i due protagonisti si distrarranno per un momento, mettendo sotto la coperta del suo letto un paio di valigie al posto suo. Tornati alle brande, Stanlio e Ollio notano una sagoma sotto la coperta, credendo che si tratti del loro compagno e si accingono per andare a dormire a loro volta; Stanlio trova sotto un cuscino una pistola, Ollio si spaventa e fa involontariamente partire un colpo verso il letto dell'ubriaco. Pensando di averlo ucciso sul colpo, i due provvedono a far sparire il cadavere, procurandosi un sacco ed un blocco di carbone dalla stiva. Nel frattempo, l'ubriaco, girovagando, inciampa e cade in una vasca di calce, dalla quale ne uscirà completamente bianco da cima a fondo; poco dopo, ritorna alla nave, toglie dal suo letto le valigie e si mette a dormire. Stanlio e Ollio tornano con il sacco ed il carbone, ci infilano l'ubriaco addormentato e lo gettano dalla nave in acqua. Nel momento in cui Stanlio chiude la porta, nota un uomo totalmente bianco risalire sull'imbarcazione e terrorizzato si rifugia sul letto di Ollio, convinto di aver visto un fantasma. Quest'ultimo, scocciato, esce a verificare, Stanlio lo segue cautamente e l'ubriaco torna in cabina per infilarsi nel letto di Ollio. Quando quest'ultimo se ne accorge, scappa a sua volta terrorizzato insieme a Stanlio, mentre l'ubriaco li seguirà. Nel frattempo giunge il resto della ciurma, tutti intenzionati a vendicarsi su Stanlio e Ollio, ma anch'essi si spaventano alla visione dell'ubriaco totalmente bianco e, in preda al panico, si gettano in mare.
Sentendo gli schiamazzi, arriva finalmente il capitano; i due gli riferiscono di aver visto un fantasma e, sentendosi offeso, si vendica su entrambi distorcendo loro le teste all'indietro.

## Edizione italiana
L'edizione italiana col doppiaggio Sordi-Zambuto non fu doppiata integralmente, e durante 17 minuti. Mancano alcune sequenze, come il dialogo di Mae Busch con Walter Long all'osteria e alcune sequenze di Stanlio e Ollio nella nave con altri marinai, prima di incontrare Artgur Housmann. Il primo montaggio italiano del 1947 in cui il corto fu unito alla comica Allegri poeti (1935), con lo stesso doppiaggio, ha il titolo de Il vascello stregato.
L'edizione RAI è la più accurata, altre copie deteriorate della comica furono inserite in diverse antologie montate di Laurel e Hardy, come "Stanlio e Ollio in vacanza" (1964) e "Ronda di mezzanotte" (1954).